# قرقور (سفينة)

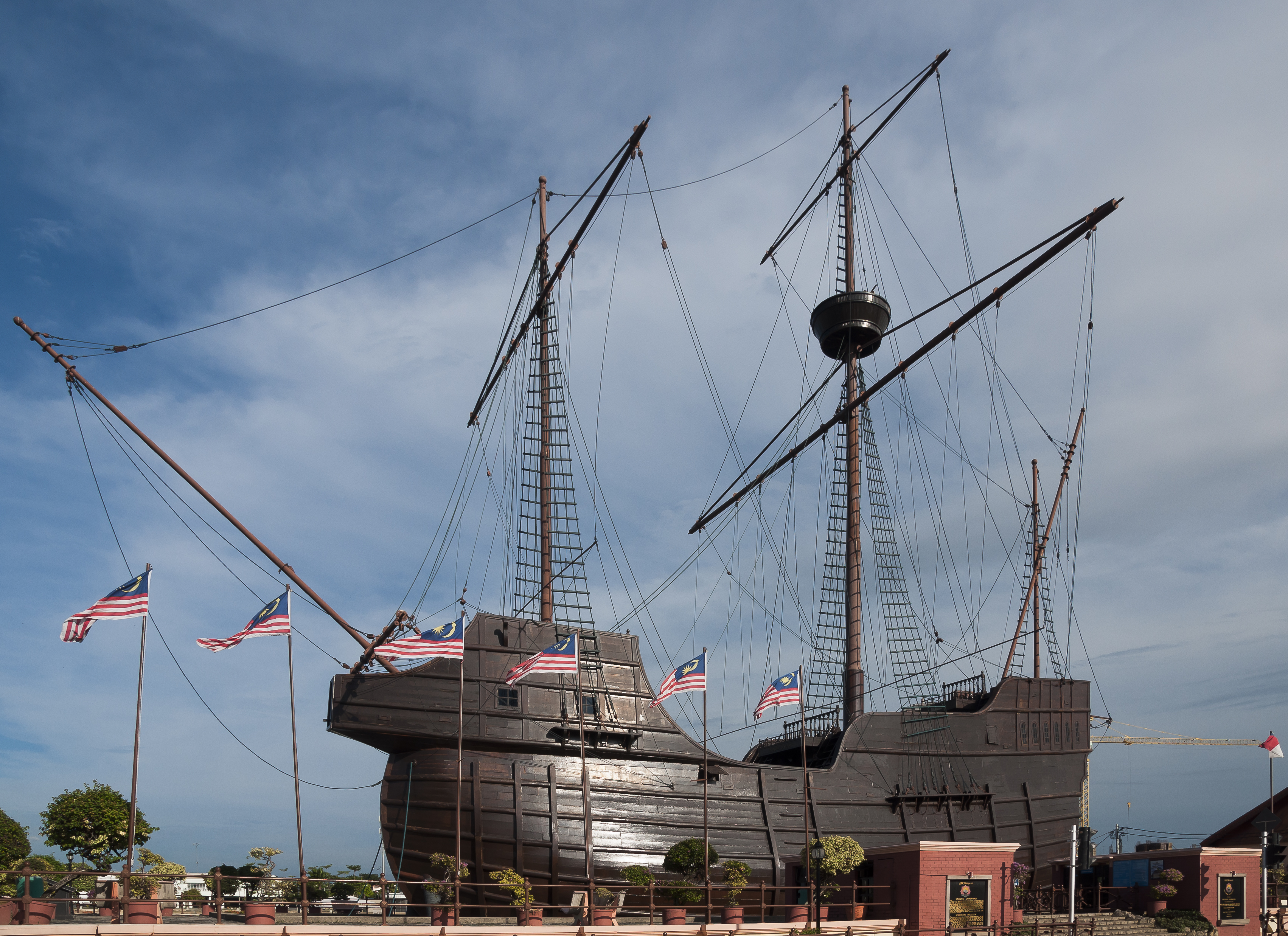
نموذج بالحجم الحقيقي للقرقورة البرتغالية (زهرة البحر) في ملقا، ماليزيا

القُرْقُورُ ، وجمعها قَرَاقِير، هي نوع من السفن البحرية. يتكرر استخدام اللفظ في المصادر العربيّة للحديث عن أنواع مختلفة من المراكب البحرية بعصور وسياقات مختلفة. وإن كان المعنى المتخصص للفظ هو للحديث عن نوع من السفن البحرية التي شاعت بدول غرب أوروبا خلال القرنين الرابع عشر والخامس عشر وكان لها ثلاثة أو أربعة صواري. من أمثلة النوع الأخير سفينة سانتا ماريا التي إستخدمها كرستوفر كولومبوس برحلته الشهيرة وهو النوع المسمى بالأسبانية Carraca وبالإنجليزية Carrack.

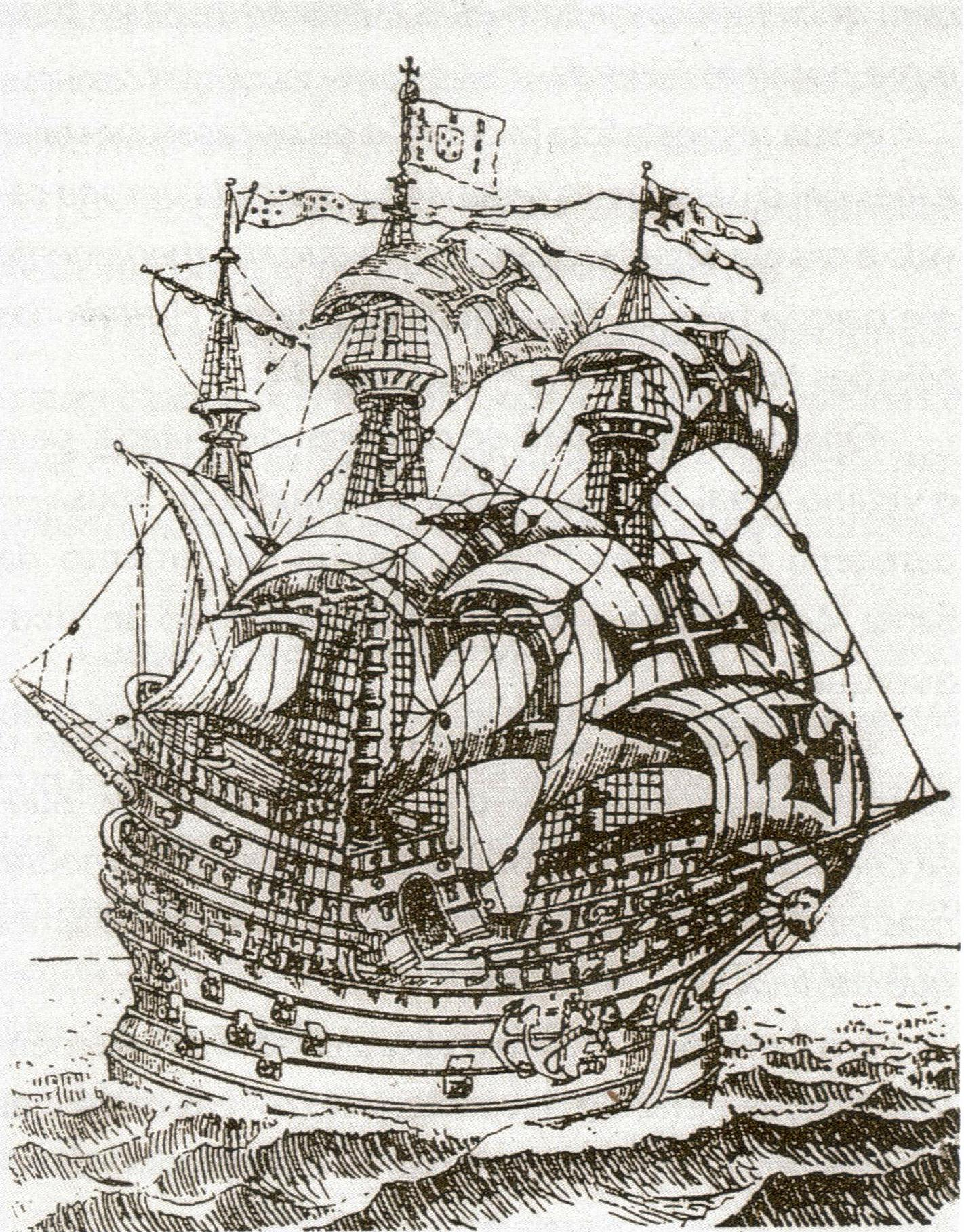
القرقور البرتغالي (زهرة البحر)، غرقت سنة 1511 قرب ماليزيا

## القراقير في المصادر العربيَّة التاريخيّة
يرد ذكرها في عدد من الأبيات الشعرية بفترة ما قبل الإسلام، وبعددِ من الأحاديث، والشعر والنثر بمجمل العصور الإسلاميّة. ويبدو أن المعنى يختلف حسب السياق والعصر وإن كانت كلها يقصد بها نوع من المراكب المائية. مثلاً، يقول النابغة (535-604 للميلاد):
له بحرٌ يقمصُ بالعدولي،	وبالخُلُجِ المُحَمَّلَة ِ، الثّقال
مضرٌّ بالقصورِ، يذودُ عنها	قراقيرَ النبيطِ إلى التلالِ
والظاهر بأنها كانت قديماً إسماًَ لنوعِ من المراكب النهرية الخفيفة، لورود الاسم ببيت شعرٍ قاله الأخطل بمعرض حديثه عن مدينة عانة على نهر الفرات. ولورود اللفظ بأحاديث تصف المراكب النهريَّة في الجنة بكتاب إتحاف الخيرة.

## القراقير الأوروبيّة

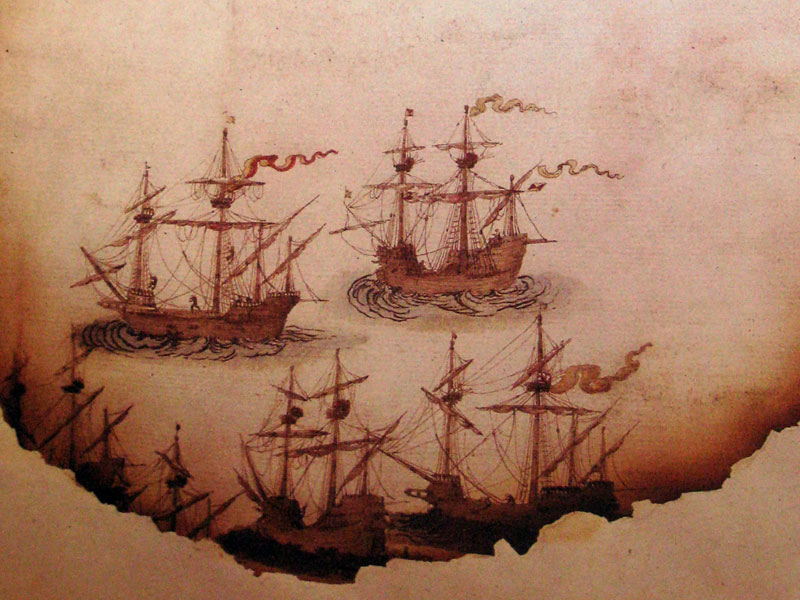
سفن وقراقير برتغالية في البحر الأحمر. رسم من سنة 1540

يرجع أول وصف لهذا النوع من السفن المسماة بالقراقير إلى فترة صنعها في أوروبة، ويذكر محمد بن منكلي القاهري (المتوفى سنة 784 هـ 1382 م )  بمخطوطه بعنوان الأحكام الملوكية والضوابط الناموسية في فن القتال في البحر بحديثه عن مراكب البحر الرومي (الأبيض المتوسط) ويقول بأن من ضمنها صنف القراقر وهو بثلاثة ظهور (صواري) وممشى. ويورد درويش النخيلي بكتابه عن السفن الإسلامية تحت مادة قرقور العديد من الأوصاف التاريخية لهذا النوع والاسم. ولم يكن استخدام هذا النوع من المراكب حكراً على الأوروبيين، فهذا ابن بطوطة يذكر بأنه عاد من مصر إلى المغرب بقرقورة يملكها بعض التونسيين.
وتشتهر هذه السفن الأوروبيّة لارتباطها بالتوسعات الأوروبية التجارية والعسكرية خلال أواخر العصور الوسطى وعصر النهضة. ومن أمثلتها تلك السفن التي استخدمتها البحرية البرتغالية بكثرة في شتى البحار حول أفريقيا ووصولاً إلى الهند ومكاو وأندونيسيا. ومن أشهرها سفينة فاسكو دا غاما التي كان اسمها ساو جبرائيل (القديس جبرائيل) والتي نقلته كأول أوروبي من أوروبة إلى الهند بحراً.
وكذلك منها سفينة كرستوفر كولومبوس، سانتا ماريا، كما أسلفنا بمقالنا هذا. وتختلف كل منها عن الأخرى، من ناحية الحجم والحمولة وعدد البحارة.

## معرض صور

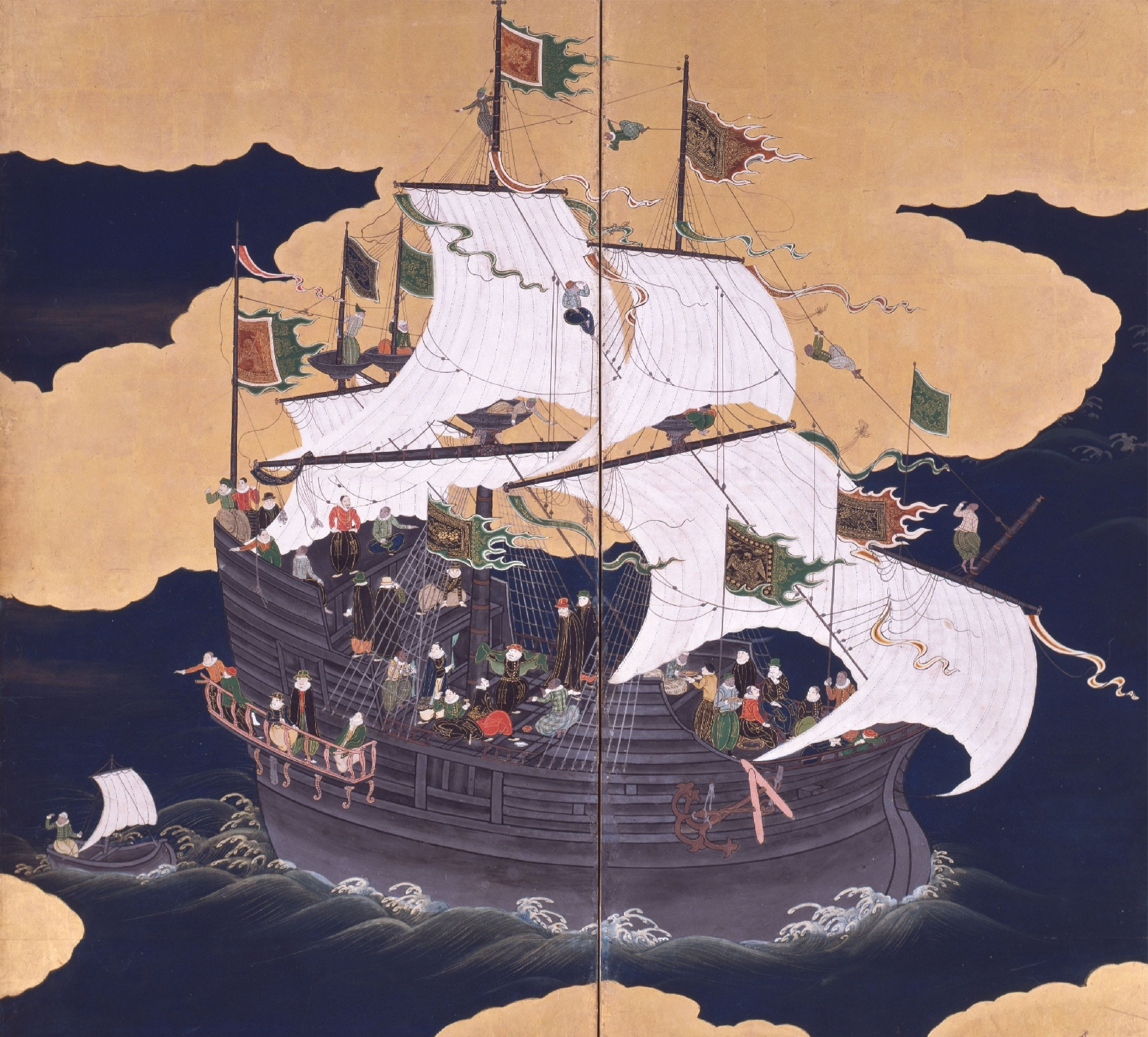
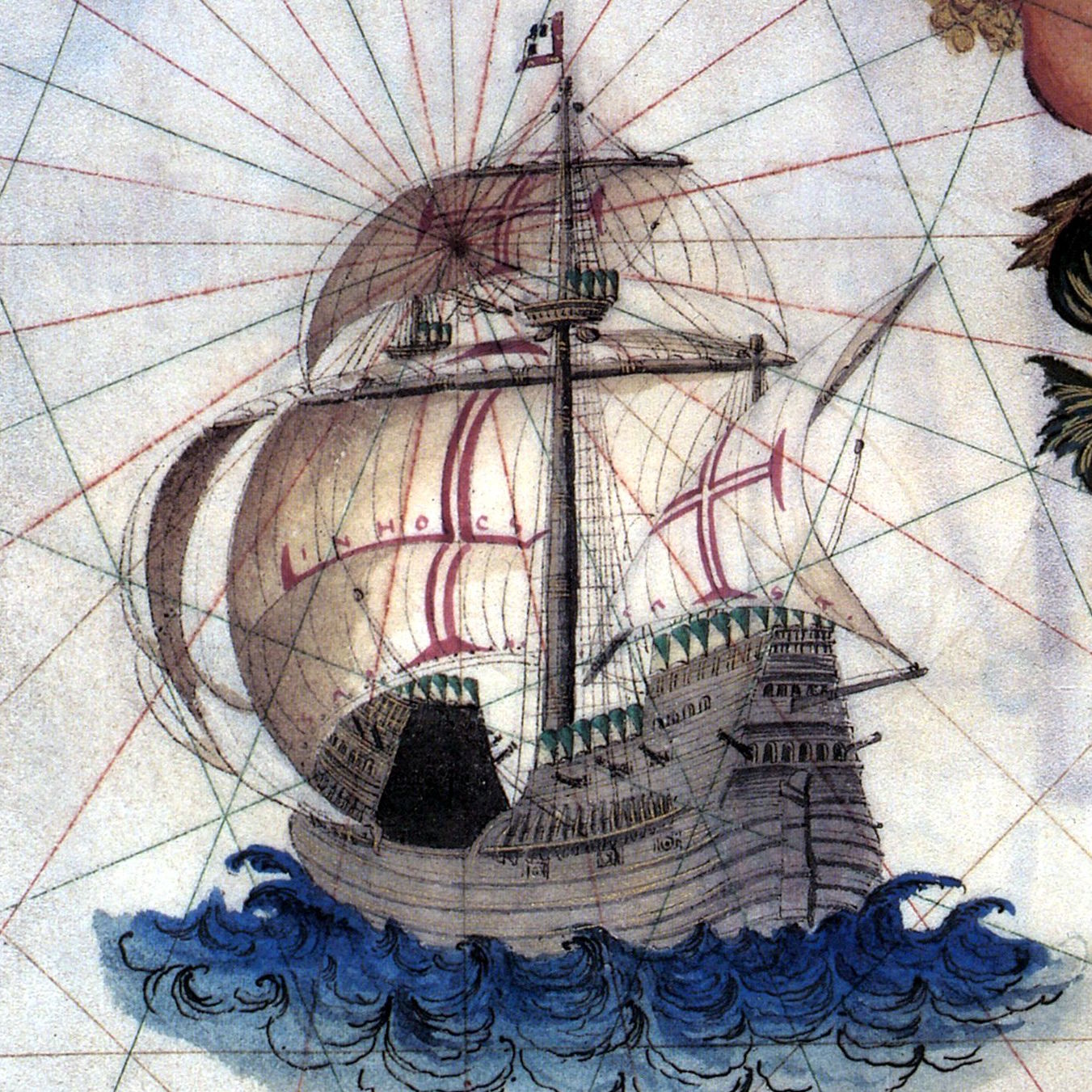
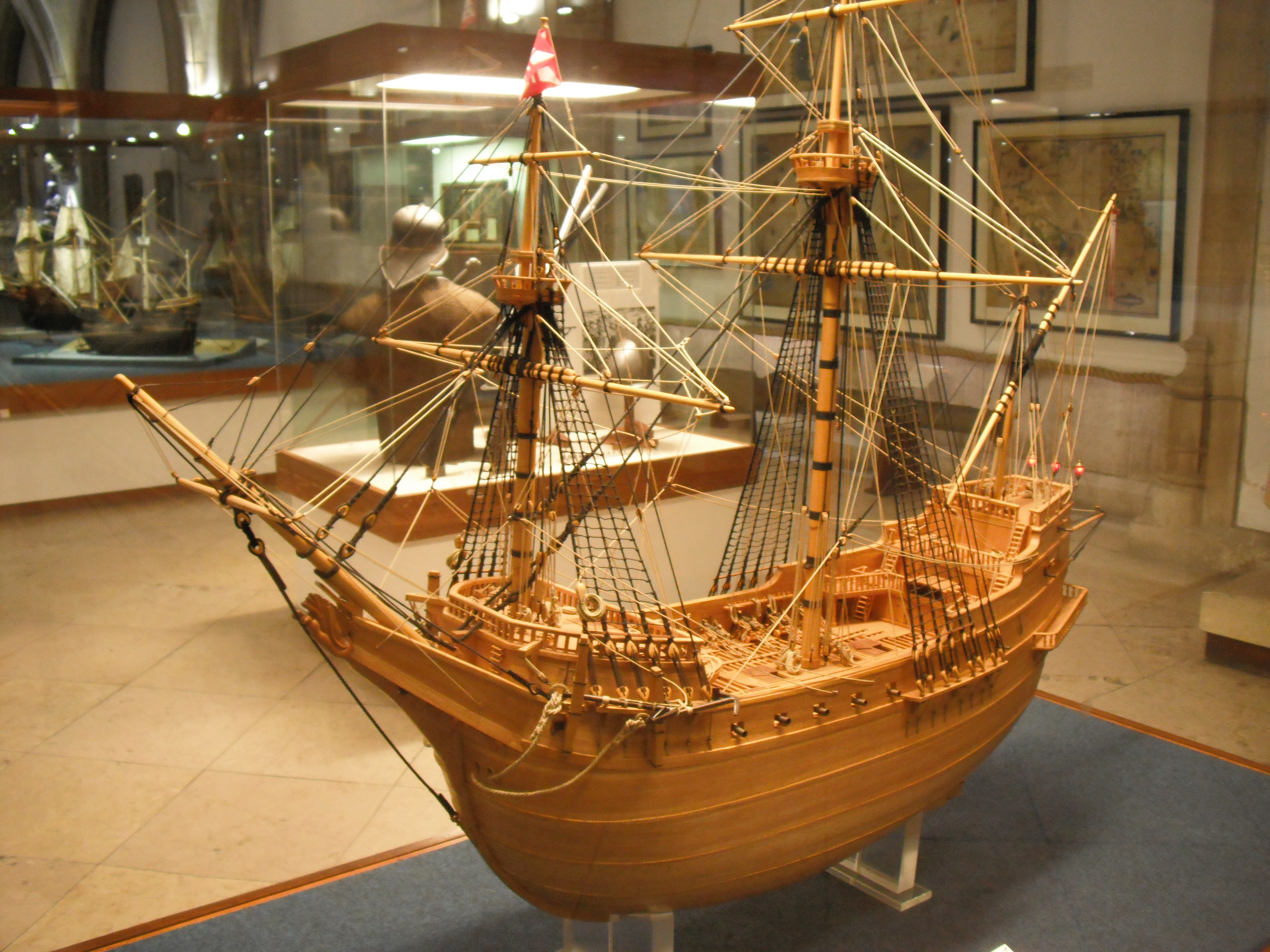
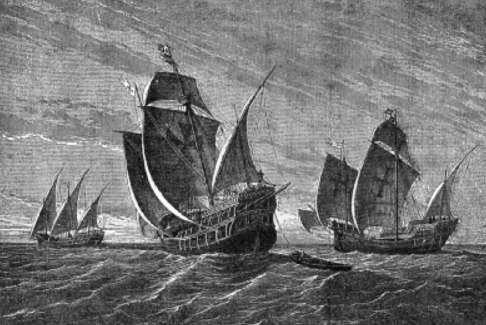
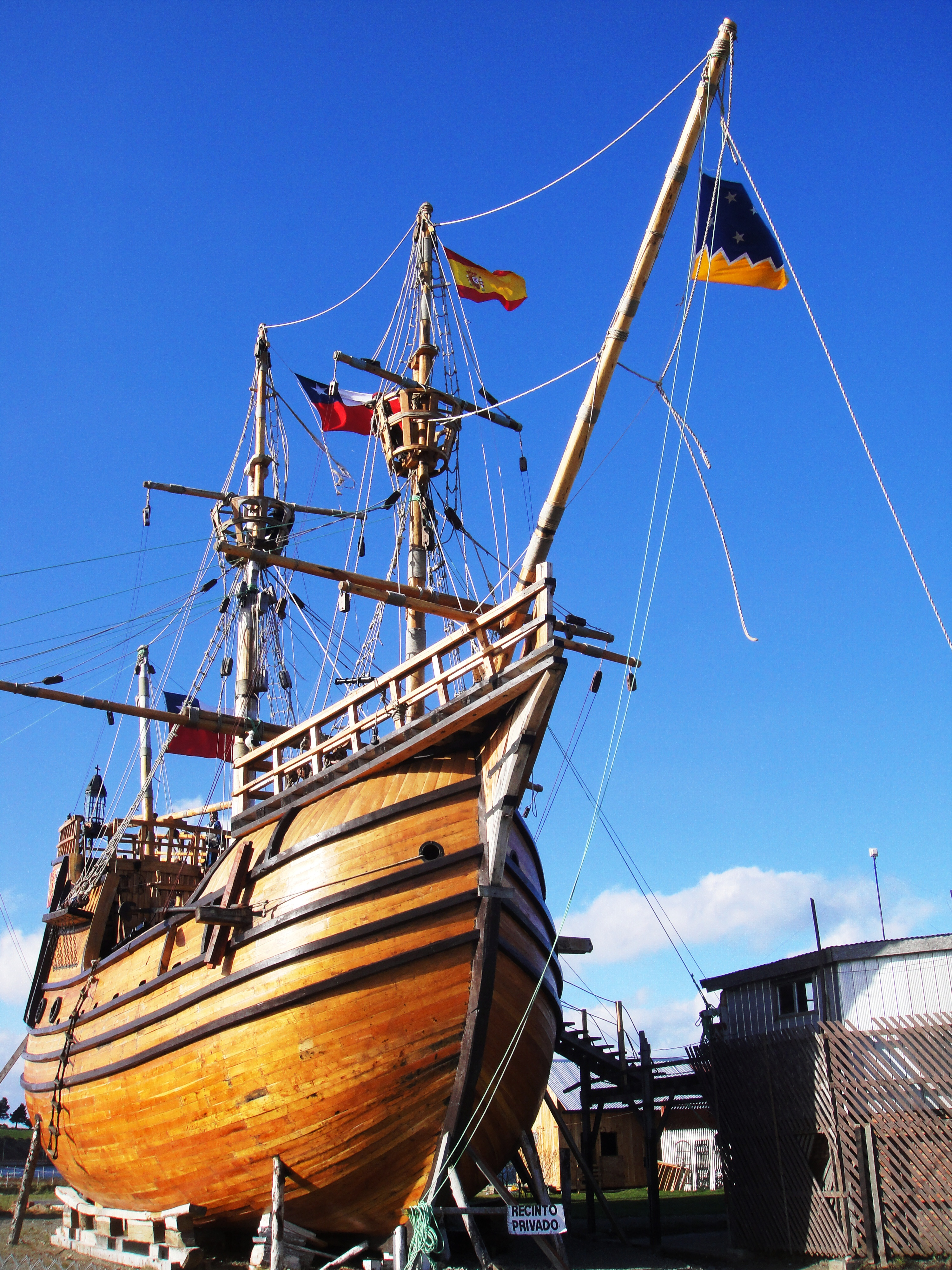